# Batta
batta（バッタ）は、2009年に結成された日本のロックバンドである。
2021年よりソロプロジェクトとして活動。

## メンバー
ホシノタツ（Vo, Gt）
作詞作曲を担当。弾き語りライブを行うこともある。愛猫はムタといい、アルバムのジャケットや、グッズになっている。

### 旧メンバー
タニザキカズヒロ（Dr）
2010年脱退。現在はTHEラブ人間のヴァイオリン担当として活動。
ヨシダマサキ（Dr）
2012年1月加入。2014年2月8日脱退。
シノハラアサト（Ba）
2017年3月30日脱退。
ホシノタケシ（Dr）
2014年9月30日加入。2018年5月一杯を持って脱退。
マノトモノリ（Gt）
2018年11月22日脱退。
キヨスミユウタ（Gt）
2021年5月1日加入。同年10月26日脱退。
ホンマトモユキ（Ba）
2021年5月1日加入。同年10月26日脱退。
クワバラユウヤ（Dr）
2021年5月1日加入。同年10月26日脱退。

## 経歴
- 2009年3月に結成。
- 2010年、結成から1年たった3月に事前告知なく解散するが、10月に奇跡的に再結成。
- 2011年
  - 8月4日、自主制作音源「日曜日/水色」を発売。即日完売した。
- 2012年
  - 10月24日、1stアルバム「ゲームオーバー」をリリース。ツアーは全20公演。
- 2013年
  - 4月10日、1stシングル「MY ENDROLL e.p」を2000枚限定で発売。ツアーは全25公演。
  - 10月23日、2ndアルバム「エターナル」を発売[1]。ツアーは全30公演。
- 2014年
  - 9月、ホシノタケシ（Dr）が加入。
  - 11月、会場限定音源「bug's bootleg」を販売開始[2]。
- 2015年
  - 所属事務所を離れ、メンバーだけでの活動を開始する。
- 2016年
  - 6月、TVアニメ「ジョジョの奇妙な冒険 ダイヤモンドは砕けない」の2クール目OPテーマソングに新曲「chase」が起用される[3]。 メジャー1stシングル「chase」のリリースを発表。
  - 7月27日、メジャーデビューシングル「chase」をワーナー・ブラザース・エンターテイメントより発売。
  - 8月、さいたまスーパーアリーナで開催された「Animelo Summer Live 2016 刻 -TOKI-」に出演。
  - 9月～11月、初のワンマンライブツアー「batta GIGS 2016～群像～」を東京・埼玉・大阪の3か所で開催。
- 2017年
  - 4月、シノハラアサト(Ba)が脱退[4]。
  - 5月、サポートbassistを迎え、主催企画「admiration」を下北沢club Queにてスタートする。
  - 11月、主催企画「admiration」ワンマン編を下北沢club Queにて開催。
- 2018年
  - 3月5日、新譜発売日2日前にタワーレコード渋谷店B1F、CUTUP STUDIOにて先行販売インストアライブを開催。
  - 3月7日、ニューシングル「哀しみに唾を吐いて」発売。タワーレコード渋谷店デイリー総合チャートにて1位獲得。
  - 4月、主催企画「admiration」を下北沢Daisy Barにて開催。5月、ホシノタケシ（Dr）が脱退。
  - 6月15日、配信限定シングル「透明なハート」発売。
  - 10月17日、3rd Album「プレリュード」発売[5]。
  - 11月、「batta NEW Album「プレリュード」リリースツアー」開催。最終日の22日をもってマノトモノリ（Gt）が脱退し、三人編成となる。
- 2019年
  - 4月、下北沢CLUB Queにて主催企画「admiration」3マン編をThe cold tommy、赤丸を迎えて開催。
- 2021年
  - 5月1日、キヨスミユウタ、ホンマトモユキ、クワバラユウヤの3人が新たに加入し、四人編成となる。
  - 10月26日、キヨスミユウタ、ホンマトモユキ、クワバラユウヤの3人が脱退。以降は、ホシノタツのソロプロジェクトとして活動。

## ディスコグラフィー

### シングル
- 日曜日/水色（2011年8月4日、自主制作音源）
- MY ENDROLL e.p（2013年4月10日）
- かくれんぼ（2015年、会場限定）
- chase（2016年7月27日、1stメジャーシングル）
- 悲しみに唾を吐いて（2018年3月7日）

### 配信限定シングル
| 発売日         | タイトル              | 収録アルバム         |
| -------------- | --------------------- | -------------------- |
| 2018年6月15日  | 透明なハート          | プレリュード         |
| 2021年6月8日   | 風                    | 未収録               |
| 2021年6月8日   | Imitation             | 未収録               |
| 2021年12月15日 | 朝が来たら            | 未収録               |
| 2021年12月29日 | WHEN THE SUN COMES UP | 未収録               |
| 2022年1月19日  | 次の町へ              | 未収録               |
| 2022年1月26日  | NEXT TOWN OVER        | 未収録               |
| 2022年2月23日  | 離さないで            | 未収録               |
| 2022年3月30日  | 中年のピエロ          | 未収録               |
| 2022年5月18日  | こわがりの唄          | 未収録               |
| 2022年6月29日  | LOVE                  | 親愛なる臆病者たちへ |
| 2022年11月2日  | ロックンロール        | 親愛なる臆病者たちへ |
| 2022年12月16日 | アフターライフ        | 親愛なる臆病者たちへ |
| 2023年1月25日  | Short Romance         | 親愛なる臆病者たちへ |
| 2023年4月1日   | The Long Goodbye      | 親愛なる臆病者たちへ |
| 2023年4月1日   | Tiny Beat             | 親愛なる臆病者たちへ |
| 2023年6月24日  | Omotesando            | 親愛なる臆病者たちへ |
| 2024年7月28日  | 歌う戦車雲            | 未収録               |

### 参加作品

#### オムニバス
| 発売日        | タイトル              | 曲順 | 楽曲 |
| ------------- | --------------------- | ---- | ---- |
| 2012年8月15日 | この世界の6つの続き方 | M.3  | 水色 |

## ミュージックビデオ
| 監督           | 曲名  | 再生回数 | 備考 |
| -------------- | ----- | -------- | ---- |
| クマダノリヤス | chase | 1050万   |      |

## タイアップ
| 使用年 | 曲名  | タイアップ                                                                          |
| ------ | ----- | ----------------------------------------------------------------------------------- |
| 2016年 | chase | UHFアニメ『ジョジョの奇妙な冒険 ダイヤモンドは砕けない』2クール目オープニングテーマ |

## 外部サイト
- Batta (@batta_official) - X（旧Twitter）
  - ホシノタツ (@hoshinotatsu) - X（旧Twitter）
- Batta (@batta_jp) - Instagram
  - ホシノタツ (@hoshinotatsu) - Instagram
- Batta - Apple Music
- Batta - Spotify